# 盐酸肼
盐酸肼是一种无机化合物，化学式为N2H5Cl，它可由肼和盐酸反应制得。它是无色、易溶于水的晶体，在240 °C以上分解。它可用于合成含N2H5+的含能材料。

## 延伸阅读
- F. Bottomley. Some reactions of hydrazine with ruthenium compounds. Canadian Journal of Chemistry, 1970. 48 (2). doi:10.1139/v70-052.